# Закон о «корабельных деньгах»
Закон о «корабельных деньгах» (англ. Ship money) — введённый в Англии в 1634 году Карлом I закон, своим действием направленный на развитие строительства флота. По этому закону прибрежные города, поставлявшие ранее суда для королевского флота, обязывались вносить вместо этого деньги в государственное казначейство, на которые строило и снаряжало суда уже само государство. Эта мера была вызвана постоянным уклонением прибрежных городов и очень плохим качеством поставляемых ими судов. Закон был проведён без согласия парламента, и это дало повод к беспорядкам, которые привели позже к восстанию против короля и к его казни.
Благодаря закону в Англии были созданы некоторые важнейшие типы судов. За время царствования Карла I было построено 40 кораблей, из них 6 — 100-пушечных. Среди них был построенный за 21 месяц в 1636—1637 годах кораблестроителем Петтом линейный корабль «Повелитель морей» водоизмещением в 1520 тонн.